# Pittsford (Town, New York)
Pittsford ist eine Town im Monroe County im US-Bundesstaat New York in den USA. Das U.S. Census Bureau hat bei der Volkszählung 2020 eine Einwohnerzahl von 30.617 ermittelt. Die Town of Pittsford wird vom Eriekanal durchquert.

## Lage
Pittsford liegt in der Nähe von Rochester.

## Geschichte
1789 erwarben die Cousins Israel und Simon Stone aus Salem nach dem Amerikanischen Unabhängigkeitskrieg, in dem beide dienten, das Land, das später Pittsford werden sollte, vom Phelps and Gorham Purchase. Die Fläche des fast 53 km² Areals war zwar dicht bewaldet, der Boden jedoch war überaus fruchtbar.
Damals noch Northfield genannt, umfasste das Areal die heutigen Ortschaften Pittsford, Perinton, Penfield, Brighton, Town und Village of Webster, Irondequoit und Henrietta.
Nachdem Israel einen Teil des Waldes gerodet hatte, errichtete er eine Blockhütte nahe dem „Big Spring“, das eine Zeltstätte der ansässigen Indianer war. Simon errichtete seine Hütte weiter südlich. Nach getaner Arbeit traten beide die strapaziöse Reise zurück nach Salem an, um Familie und Freunde zu überreden, ihre Existenzen aufzugeben, um das Risiko einzugehen, in dieser unbesiedelten Wildnis ein neues Leben zu beginnen. Die Überzeugungskraft war von Erfolg gekrönt, die eigene und weitere acht Familien siedelten in Northfield an. Bauernhöfe und Hütten wurden im südlichen Teil errichtet, was heute das Village of Pittsford ist.

### Wie aus Northfield Pittsford wurde
Bis 1796 war die Zahl der Siedler so stark angewachsen, dass man darüber nachdachte, einen Stadtrat zu gründen. Die erste Stadtversammlung wurde am 5. April 1796 im Hause von Paul Richardson abgehalten. Dr. John Ray, Northfields legendärer Arzt und Stadtschreiber, war Verwalter der Stadtaufzeichnungen. Über die Jahre wuchs und florierte Northfield und wurde langsam Teil des Ballungsgebiets von Rochester, das damals nicht mehr als eine Anhäufung von Hütten war.
Als 19-Jähriger siedelte 1789 Caleb Hopkins in diesem Teil von New York an, dem heutigen Penfield. Seine Vorfahren waren zu diesem Zeitpunkt schon seit 169 Jahren in Nordamerika sesshaft; sein Urururgroßvater war einer der Passagiere der Mayflower. Calebs erster Wohnsitz in der Gegend um Genesee war eine Blockhütte am „Indian Landing“ am Irondequoit Bay. Dort heiratete er Dorethea Mabee, die Tochter seines langjährigen Freundes Jacobus Mabee.
Um die Jahrhundertwende zog Caleb mit seiner Frau in die Gegend südlich von Northfield. Als ehrgeiziger und ambitionierter Mann strebte er eine Karriere in der Armee an. 1804 wurde er vom ersten Gouverneur von New York und späteren Vizepräsident der Vereinigten Staaten George Clinton als Lieutenant des Milizheeres bevollmächtigt und 1807 von Gouverneur Morgan Lewis zum Major befördert.
Nicht nur Caleb strebte aufwärts, auch seine Heimatstadt Northfield wuchs stetig weiter. 1808 taufte man den Namen der Stadt in Boyle um, angeblich weil es im Staate New York zu viele Siedlungen mit diesem Namen gab. Major Caleb Hopkins wurde 1808 zum Aufseher der Stadt ernannt. 1809 wurde er in dieses Amt offiziell gewählt und von Präsident James Madison zum „United States Inspector of Customs and Collector of the Port on the Genesee River“ ernannt. Zudem war er Bevollmächtigter, als bei Avon die erste Brücke über den Genesee River errichtet wurde.
1810 war Boyle so angewachsen, dass die Stadt geteilt wurde, die andere Hälfte hieß ab da Penfield. Die Stadt Perinton wurde 1812 ebenfalls von Boyle abgekoppelt, und wurde eigenständig. Das, was nach diesen Abtrennungen übrigblieb, hieß fortan Smallwood. Diese Teilungen überschnitten sich zur gleichen Zeit, als Caleb zum Lieutenant-colonel befördert wurde.
Am 13. April 1813 wurde Caleb Hopkins vom Gouverneur Daniel D. Tompkins zum Colonel des 52nd Regiment of Militia of the State of New York berufen. Er war unter der Führung von General William Wadsworth beteiligt am Kampf der Miliz am Niagara Frontier. Durch Teilnahme an etlichen Kämpfen und Scharmützeln erlitt Caleb einige Schulterverletzungen. Caleb war bei seinen Offizieren sowie bei seinen Untergebenen hoch angesehen als einer der mutigsten und tapfersten Männer der Armee. Auch wurde er von der Bevölkerung seiner Heimatstadt als Held bewundert, als erster Bürger der Stadt.
Durch seine militärischen Erfolge und seine Dienste für die Stadt war Caleb bei der Bevölkerung in aller Munde. Am 21. März 1814 ehrte man ihn damit, dass man ihm die Entscheidung übertrug, einen geeigneten Namen für ihre Stadt zu wählen. Was mit Northfield begann, dann zu Boyle wurde und schließlich in Smallwood endete, wurde ein allerletztes Mal geteilt. Ein Teil wurde Brighton genannt, und für den letzten Teil überließ man Colonel Caleb Hopkins die Ehre, den Namen zu bestimmen. Er entschied sich für Pittsford, in Anlehnung an seine Geburtsstadt Pittsford im US-Bundesstaat Vermont.
Pittsford bekam 1827 die Eintragung als Stadt.

## Söhne und Töchter der Stadt
- Robert Ader (1932–2011), Psychologe und Mitbegründer der Psychoneuroimmunologie
- Christopher Lasch (1932–1994), Historiker und Sozialkritiker
- Chuck Mangione (1940–2025), Jazz-Flügelhornist und Komponist
- Steve Gadd (* 1945), einflussreicher und renommierter Schlagzeuger
- Henry C. Lomb (1948–1908), deutschstämmiger Optiker, gründete zusammen mit Johann Jakob Bausch das Unternehmen Bausch & Lomb
- Pamela Ann Melroy (* 1961), Astronautin
- Tyson Beckford (* 1970), männliches Topmodell und Schauspieler
- Lee-Hom Wang (* 1976), Sänger des C-Pop und Schauspieler
- Gloria Votsis (* 1979), Schauspielerin
- Abby Wambach (* 1980), Fußballnationalspielerin
- Adam Podlesh (* 1983), Profifootballspieler (Punter)
- Teddy Geiger (* 1988), Sänger und Songwriter
- Magnus Sheffield (* 2002), Radrennfahrer
- Andrew August (* 2005), Radrennfahrer